# Identity (album de BoA)
Pour les articles homonymes, voir Identity.
Albums de BoA
Best and USA
(2009) Hurricane Venus (Corée)
(2010)
Singles
Identity est le septième album japonais de la chanteuse coréenne BoA, sorti le 10 février 2010, 2 ans après son dernier album The Face.

## Promotion
Le single Bump! Bump!, fruit d'une collaboration avec le chanteur Verbal du groupe M-Flo, et le titre Mamoritai ~White Wishes~ précédèrent la sortie de l'album.

## Chart performance
Identity se plaça au deuxième rang du classement de ventes d'albums d'Oricon avec 14 023 copies écoulées le premier jour et au quatrième rang pour le classement hebdomadaire avec 37 606 copies, mettant fin à son record des albums atteignant le top des ventes à leur sortie. Au bout de 10 semaines de commercialisation, les ventes de l'album atteignent 59 408 copies écoulées.

## Liste des pistes
| CD    | CD                                      | CD    | CD | CD | CD | CD | CD | CD | CD |
| No    | Titre                                   | Durée |    |    |    |    |    |    |    |
| ----- | --------------------------------------- | ----- | -- | -- | -- | -- | -- | -- | -- |
| 1.    | "This Is Who I Am"                      | 2:52  |    |    |    |    |    |    |    |
| 2.    | Easy                                    | 3:23  |    |    |    |    |    |    |    |
| 3.    | Bump! Bump! (featuring Verbal de M-Flo) | 4:01  |    |    |    |    |    |    |    |
| 4.    | Lazer                                   | 4:07  |    |    |    |    |    |    |    |
| 5.    | Interlude #1                            | 0:09  |    |    |    |    |    |    |    |
| 6.    | Is this love                            | 4:06  |    |    |    |    |    |    |    |
| 7.    | Mamoritai ~White Wishes~                | 3:31  |    |    |    |    |    |    |    |
| 8.    | Interlude #2                            | 0:04  |    |    |    |    |    |    |    |
| 9.    | Neko Rabu (Kitten Love)                 | 3:34  |    |    |    |    |    |    |    |
| 10.   | The End Soshite And... (Album Version)  | 7:10  |    |    |    |    |    |    |    |
| 11.   | Possibility (duet avec Daichi Miura)    | 4:07  |    |    |    |    |    |    |    |
| 12.   | Fallin'                                 | 5:14  |    |    |    |    |    |    |    |
| 13.   | My All                                  | 5:38  |    |    |    |    |    |    |    |
| 47:56 |                                         |       |    |    |    |    |    |    |    |

| DVD   | DVD | DVD   | DVD | DVD | DVD | DVD | DVD | DVD | DVD |
| No    | Titre                                                                                                   | Durée |     |     |     |     |     |     |     |
| ----- | --- | ----- | --- | --- | --- | --- | --- | --- | --- |
| 1.    | Bump! Bump! (Music Video)                                                                               | 4:17  |     |     |     |     |     |     |     |
| 2.    | Mamoritai ~White Wishes~ (Music Video)                                                                  | 3:28  |     |     |     |     |     |     |     |
| 3.    | BoA Release Party 2009 Best and USA: Thank You for Your Support! (Live au Studio Coast le 6 avril 2009) | 50:57 |     |     |     |     |     |     |     |
| 58:02 | |       |     |     |     |     |     |     |     |